# 方维海
方维海（1955年12月22日—），安徽定远人，中国物理化学家。

## 生平
1982年毕业于阜阳师范学院化学系，1993年获北京师范大学化学系博士学位。现任北京师范大学化学学院院长。2013年当选为中国科学院院士。